# Georges-François-Xavier-Marie Grente
Georges-François-Xavier-Marie Grente, francoski rimskokatoliški duhovnik, škof in kardinal, * 5. maj 1872, Percy, † 4. maj 1959.

## Življenjepis
29. junija 1895 je prejel duhovniško posvečenje.
30. januarja 1918 je bil imenovan za škofa Le Mansa; škofovsko posvečenje je prejel 17. aprila istega leta. Marca 1943 je postal nadškof.
12. januarja 1953 je bil povzdignjen v kardinala in imenovan za kardinal-duhovnika S. Bernardo alle Terme.